# Шалимов, Игорь Михайлович
И́горь Миха́йлович Шали́мов (род. 2 февраля 1969, Москва) — советский и российский футболист, полузащитник и футбольный тренер. Мастер спорта СССР (1988), мастер спорта СССР международного класса (1991).

## Клубная карьера
Игорь Шалимов родился в Москве и начал заниматься футболом с 7 лет в школе «Алмаз». В 1976 году старший брат Павел привёл его в школу «Локомотива», а ещё через несколько лет, в 1980 году, Шалимов попал в школу одного из сильнейших клубов страны московского «Спартака», где его тренером был Игорь Нетто.
Выступая за дубль «красно-белых» (в том сезоне он отметился 11 голами), в возрасте 17-ти лет Игорь дебютировал за основной состав команды. Его дебют состоялся 27 апреля 1986 года в матче против киевского «Динамо». В следующий раз Шалимов появился на поле лишь 9 августа, но в том матче отметился первым голом на высшем уровне, поразив ворота «Торпедо». Всего до конца сезона Шалимов появился на поле ещё три раза, а следующий сезон полностью провёл в дубле. Однако уже с 1988 года Игорь становится бесспорным игроком основного состава. Примечательно, что первоначально он играл в центре нападения, однако в скором времени главный тренер команды Константин Бесков перевёл Шалимова на позицию под нападающим (ради этого ему пришлось изменить позицию одного из лучших игроков команды Фёдора Черенкова, переведя его на фланг полузащиты). Достаточно быстро Игорю удалось стать одним из ключевых игроков команды. Его отличали такие качества, как хорошее видение поля, умение отдать точный пас, нестандартность мышления и поставленный удар. В 1989 году 20-летний полузащитник помог «Спартаку» выиграть очередной чемпионский титул.
В середине последнего чемпионата СССР в 1991 году Шалимов перебрался в Серию А (считавшуюся сильнейшей лигой Европы на тот момент), став футболистом середняка чемпионата «Фоджи». Под руководством чешского специалиста Зденека Земана «дьяволята» переживали лучший период в своей истории, борясь за попадание в еврокубки. Россиянину достаточно быстро удалось влиться в состав команды и стать одним из её лидеров, развивая большинство атак, а также отличившись девятью забитыми голами. Игра Шалимова была высоко оценена и по итогам сезона он был признан лучшим легионером чемпионата Италии. За короткий период Шалимов научился объясняться с игроками и тренерами по-итальянски. В то же время Земан ставил большие физические нагрузки своей команде на тренировках, длившихся не менее двух часов: если на первых порах Шалимов и его одноклубники их выдерживали, то к концу сезона многим игрокам было уже сложно играть при таких нагрузках.
Шалимов был в целом недоволен тренировочным процессом: так, если тренировки проходили в холодную погоду, команде пришлось ждать, пока оттает поле, и только затем приступать к тренировкам. При отработке схемы игры Земан расставлял игроков на поле и затем заставлял их проводить перепасовки с минимальным движением, что вызывало недоумение Шалимова. Он неоднократно просил Земана предоставить ему небольшой отпуск, мотивируя тем, что за полтора года игр за клуб и сборные у него не было возможности отдохнуть, но получал постоянные отказы от Земана. В ходе одной из тренировок он не выдержал, сорвал с себя футболку и убежал в раздевалку, наотрез отказавшись выходить в следующем туре. После долгих разговоров с техническим директором клуба и президентом команды Шалимов заполучил долгожданный недельный отдых в Москве.
После яркого сезона 1991/1992 на Игоря обратили внимание более статусные клубы, наиболее расторопным из которых оказался миланский «Интернационале», отдавший за полузащитника около $14 млн. Несмотря на высокую конкуренцию, Шалимову удалось завоевать место в стартовом составе и провести достаточно сильный сезон. Помимо того, что (как и сезоном ранее) Игорь сумел забить 9 голов (в частности, в обоих турах ему удалось забить «Ювентусу»), он неоднократно ассистировал лучшему бомбардиру «нерадзурри» Рубену Сосе. Во многом благодаря этой паре «Интер» стал серебряным призёром чемпионата. Однако перед началом следующего сезона «Интер» приобрёл двух голландцев — Денниса Бергкампа и Вима Йонка, контракт которых подразумевал совместный выход на поле (по другой версии совместный выход на поле был условием восходящей звезды Бергкампа), в результате чего Шалимов лишился места в стартовом составе. Более того, пока Игорь находился в отпуске, на его место был приобретён полузащитник «Удинезе» Франческо Делль Анно. Самому Шалимову руководство «Интера» предлагало отправиться в аренду в обратном направлении, однако он категорически отказался и принял решение бороться за место в составе миланцев.
Несмотря на то, что место Шалимова в команде стало шатким, а поддержки со стороны руководства у него не было и играл он с перерывами и нестабильно, порой ему удавалось демонстрировать игру высокого уровня. Одним из лучших матчей этого периода для Игоря стала игра против «Лечче», в которой ему удалось отметиться дублем (матч закончился победой «Интера» со счётом 3:1). Кроме того, по итогам этого сезона «Интер» выиграл Кубок УЕФА, а российский полузащитник также внёс свой вклад в эту победу. Однако в чемпионате «Интер» выступил в том сезоне крайне неудачно, заняв 13-е место в Серии А, едва не вылетев в низший дивизион. В следующем сезоне Игорь окончательно потерял место в составе команды, перестав выходить даже на замены.
Следующие два сезона Игорь провёл в аренде, выступая за немецкий «Дуйсбург» (который по итогам сезона вылетел во Вторую Бундеслигу), швейцарский «Лугано» и итальянский «Удинезе», однако былой уровень игры продемонстрировать там не сумел. Летом 1996 года Шалимов подписал контракт с «Болоньей». Сезон полузащитник начинал в качестве игрока запаса, однако в скором времени ему удалось набрать хорошую форму и стать твёрдым игроком основы. Однако в начале следующего сезона Шалимов получил тяжёлую травму — разрыв крестообразной связки, лечение и восстановление от которой заняло несколько месяцев, и клуб не стал продлевать годичный контракт с полузащитником.
Последним клубом в карьере Шалимова стал «Наполи» (выступавший тогда в Серии B), куда он перешёл в июле 1998 года, за который он отыграл один сезон. В мае 1999 года в крови футболиста были обнаружены следы нанодрола. За употребление допинга (сам футболист заявлял, что препарат оказался у него в крови в результате лечения) он был дисквалифицирован на два года, в результате чего он принял решение завершить игровую карьеру.

## Карьера в сборных
Дебют Шалимова в сборной СССР состоялся под руководством Валерия Лобановского. Основу сборной в то время составляли футболисты киевского «Динамо» и Игорь был одним из немногих футболистов, представляющих другой клуб. В том же году он принял участие в чемпионате мира, где сыграл в двух матчах. После неудачного «мундиаля» сборную возглавил Анатолий Бышовец, а Шалимов стал одним из основных игроков команды. Уже в составе сборной СНГ полузащитник выступил на Евро-1992.
В дальнейшем Игорь продолжил выступать в составе сборной России и даже стал её капитаном. В 1993 году Шалимов стал одним из инициаторов «письма четырнадцати», в котором шла речь о замене главного тренера команды Павла Садырина на Анатолия Бышовца, а также об улучшении материальных условий. Подпись под письмом (а также нежелание отказываться от неё в дальнейшем) стоила Шалимову и ещё ряду футболистов поездки на чемпионат мира в США.
Последним крупным турниром в составе сборной для Шалимова стало Евро-1996. После этого в сборную он приглашался лишь эпизодически. Всего в её составе он сыграл 47 матчей и забил 5 голов.
По словам Андрея Семьянинова, приводимым в журнале «Коммерсантъ-Власть», после чемпионата Европы 1996 года вице-президент Российского футбольного союза Никита Симонян обвинил в неудачном выступлении сборной четырёх игроков — Сергея Кирьякова, Игоря Шалимова, Дмитрия Харина и Игоря Добровольского, назвав их «гнилыми людьми» и «футбольным ГКЧП». На том турнире между тренером и игроками вспыхнул конфликт, связанный с выплатой премиальных: игроки требовали выплатить 15 тысяч долларов за факт участия при том, что РФС оговорил выплату 25 тысяч долларов в качестве премиальных в случае выхода в четвертьфинал.

## Тренерская карьера
После завершения игровой карьеры занят тренерской деятельностью, имеет итальянскую лицензию тренера. Для возможности тренировать российские клубы премьер-лиги проходит обучение в высшей школе тренеров России (ВШТ) (с 2007 года).
В 2001—2002 годах работал главным тренером подмосковной команды «Краснознаменск». В 2003 году получил приглашение возглавить «Уралан», однако по итогам сезона элистинцы вылетели из Премьер-лиги и тренер покинул команду.
В 2011—2012 годах возглавлял сборную ФНЛ в осенних матчах против команды итальянской Серии Б в конце года.
В 2015 году возглавил дочернюю команду ФК «Краснодар-2», в 2016 году был переведён в тренерский штаб основной команды. С 13 сентября 2016 года исполняющий обязанности главного тренера «Краснодара», а с 3 октября — полноправный главный тренер. Был уволен 2 апреля 2018 года — под его руководством команда провела 66 официальных матчей, в которых одержала 30 побед, 19 раз сыграла вничью и 17 раз уступила. В первом сезоне при Шалимове «Краснодар» финишировал на 4-м месте.
30 сентября 2019 года назначен на пост главного тренера «Ахмата». В 2020 году тренер «Ахмата» Шалимов назвал в своём аккаунте Instagram дармоедами требующих денежных выплат от государства россиян, оказавшихся без средств к существованию после введения в России режима самоизоляции во время распространения коронавирусной инфекции COVID-19. В комментариях к записи многие пользователи обратились к главе Чеченской республики Кадырову с просьбой уволить Шалимова с поста тренера за его слова о россиянах. Кроме того, Шалимов заявил, что комментаторы, которые поддержали голкипера «Крыльев Советов» Евгения Фролова, публично выступившего с критикой мер поддержки россиян во время пандемии COVID-19, для него «не народ». 4 мая Шалимов удалил из инстаграма целый ряд публикаций, в том числе скандальное видео, в котором он критикует россиян, требующих у государства поддержку в условиях объявленных Путиным нерабочих дней.
10 августа 2021 года возобновил тренерскую карьеру, подписав двухлетний контракт с «Уралом». В сезоне 2021/22 занял с «Уралом» 12 место в РПЛ. 8 августа 2022 года был уволен по причине провального начала сезона: проигрыш всех четырёх матчей.
28 апреля 2023 года стал советником спортивного блока участника Медийной футбольной лиги «Народная команда».
2 апреля 2025 года возглавил воронежский «Факел».

## Административная карьера
27 апреля 2011 года был назначен на должность заместителя спортивного директора РФС по работе со сборными командами и селекции.

## Достижения

### Командные
Спартак (Москва)
- Чемпион СССР: 1989

Интернационале
- Обладатель Кубка УЕФА: 1994

Сборная СССР
- Чемпион Европы среди молодёжных команд: 1990

### Личные
- В списке 33 лучших футболистов сезона в СССР: № 1 — 1991.

## Статистика в качестве футболиста
| Выступление      | Выступление      | Выступление      | Лига | Лига | Кубок | Кубок | Суперкубок | Суперкубок | Еврокубки | Еврокубки | Итого | Итого |
| Клуб             | Лига             | Сезон            | Игры | Голы | Игры  | Голы  | Игры       | Голы       | Игры      | Голы      | Игры  | Голы  |
| ---------------- | ---------------- | ---------------- | ---- | ---- | ----- | ----- | ---------- | ---------- | --------- | --------- | ----- | ----- |
| Спартак (Москва) | Высшая лига      | 1986             | 5    | 1    | 0     | 0     | 0          | 0          | 0         | 0         | 5     | 1     |
| Спартак (Москва) | Высшая лига      | 1987             | 0    | 0    | 0     | 0     | 0          | 0          | 0         | 0         | 0     | 0     |
| Спартак (Москва) | Высшая лига      | 1988             | 25   | 8    | 3     | 1     | 0          | 0          | 4         | 1         | 32    | 10    |
| Спартак (Москва) | Высшая лига      | 1989             | 20   | 1    | 5     | 0     | 0          | 0          | 4         | 0         | 29    | 1     |
| Спартак (Москва) | Высшая лига      | 1990             | 23   | 5    | 2     | 1     | 0          | 0          | 4         | 1         | 29    | 7     |
| Спартак (Москва) | Высшая лига      | 1991             | 22   | 5    | 1     | 0     | 0          | 0          | 4         | 1         | 27    | 6     |
| Спартак (Москва) | Итого            | Итого            | 95   | 20   | 11    | 2     | 0          | 0          | 16        | 3         | 122   | 25    |
| Фоджа            | Серия А          | 1991/1992        | 33   | 9    | 1     | 0     | 0          | 0          | 0         | 0         | 34    | 9     |
| Фоджа            | Итого            | Итого            | 33   | 9    | 1     | 0     | 0          | 0          | 0         | 0         | 34    | 9     |
| Интернационале   | Серия А          | 1992/1993        | 32   | 9    | 5     | 0     | 0          | 0          | 0         | 0         | 37    | 9     |
| Интернационале   | Серия А          | 1993/1994        | 18   | 2    | 5     | 1     | 0          | 0          | 6         | 2         | 29    | 5     |
| Интернационале   | Серия А          | 1994/1995        | 0    | 0    | 1     | 0     | 0          | 0          | 0         | 0         | 1     | 0     |
| Интернационале   | Итого            | Итого            | 50   | 11   | 11    | 1     | 0          | 0          | 6         | 2         | 67    | 14    |
| Дуйсбург         | Бундеслига       | 1994/1995        | 21   | 0    | 1     | 0     | 0          | 0          | 0         | 0         | 22    | 0     |
| Дуйсбург         | Итого            | Итого            | 21   | 0    | 1     | 0     | 0          | 0          | 0         | 0         | 22    | 0     |
| Лугано           | Суперлига        | 1995/1996        | 15   | 3    | 0     | 0     | 0          | 0          | 6         | 1         | 21    | 4     |
| Лугано           | Итого            | Итого            | 15   | 3    | 0     | 0     | 0          | 0          | 6         | 1         | 21    | 4     |
| Удинезе          | Серия А          | 1995/1996        | 20   | 0    | 0     | 0     | 0          | 0          | 0         | 0         | 20    | 0     |
| Удинезе          | Итого            | Итого            | 20   | 0    | 0     | 0     | 0          | 0          | 0         | 0         | 20    | 0     |
| Болонья          | Серия А          | 1996/1997        | 18   | 4    | 3     | 0     | 0          | 0          | 0         | 0         | 21    | 4     |
| Болонья          | Серия А          | 1997/1998        | 15   | 1    | 2     | 2     | 0          | 0          | 0         | 0         | 17    | 3     |
| Болонья          | Итого            | Итого            | 33   | 5    | 5     | 2     | 0          | 0          | 0         | 0         | 38    | 7     |
| Наполи           | Серия B          | 1998/1999        | 19   | 2    | 1     | 0     | 0          | 0          | 0         | 0         | 20    | 2     |
| Наполи           | Итого            | Итого            | 19   | 2    | 1     | 0     | 0          | 0          | 0         | 0         | 20    | 2     |
| Всего за карьеру | Всего за карьеру | Всего за карьеру | 318  | 50   | 30    | 5     | 0          | 0          | 28        | 6         | 376   | 61    |

## Статистика в качестве главного тренера
(откорректировано по состоянию на 2 апреля 2025 года)
| Клуб           | Начало работы    | Окончание работы | Результаты | Результаты | Результаты | Результаты | Результаты | Результаты | Результаты | Результаты |
| Клуб           | Начало работы    | Окончание работы | И          | В          | Н          | П          | ГЗ         | ГП         | РМ         | В %        |
| -------------- | ---------------- | ---------------- | ---------- | ---------- | ---------- | ---------- | ---------- | ---------- | ---------- | ---------- |
| Краснознаменск | 1 ноября 2001    | 17 ноября 2002   | 42         | 20         | 6          | 16         | 66         | 55         | +11        | 047,62     |
| Уралан         | 9 декабря 2002   | 8 ноября 2003    | 36         | 8          | 11         | 17         | 27         | 56         | −29        | 022,22     |
| Краснодар-2    | 27 июля 2015     | 30 марта 2016    | 15         | 9          | 2          | 4          | 31         | 16         | +15        | 060,00     |
| Краснодар      | 13 сентября 2016 | 2 апреля 2018    | 66         | 30         | 19         | 17         | 96         | 69         | +27        | 045,45     |
| Химки          | 2 июня 2018      | 9 апреля 2019    | 32         | 10         | 9          | 13         | 38         | 48         | −10        | 031,25     |
| Ахмат          | 1 октября 2019   | 26 июля 2020     | 21         | 6          | 7          | 8          | 26         | 32         | −6         | 028,57     |
| Урал           | 10 августа 2021  | 8 августа 2022   | 33         | 9          | 8          | 16         | 29         | 40         | −11        | 027,27     |
| Факел          | 2 апреля 2025    | н. в.            | 0          | 0          | 0          | 0          | 0          | 0          | +0         | —          |
| Всего          | Всего            | Всего            | 245        | 92         | 62         | 91         | 313        | 316        | −3         | 037,55     |

## Личная жизнь
Первый брак — с моделью Евгенией Шалимовой. В апреле 2008 года Шалимов женился второй раз — на писательнице Оксане Робски. 9 октября 2008 развёлся с ней.